# Parc national des Monts-Valin
Pour les articles homonymes, voir Valin et Monts Valin (homonymie).
Le  parc national des Monts-Valin  est l'un des vingt-trois parcs nationaux du Québec géré par la Société des établissements de plein air du Québec (Sépaq). Situé au Saguenay, on y retrouve le point culminant de la région (le pic Dubuc), plusieurs pics à plus de 900 mètres d'altitude, ainsi que le canyon de la rivière Sainte-Marguerite. Il a été créé en 1996 pour conserver et mettre en valeur un échantillon représentatif des monts Valin.
Depuis de nombreuses années, le parc constitue une destination de choix pour tous les amateurs de plein air, été comme hiver.

## Biodiversité
Jusqu'à maintenant, les inventaires floristiques ont permis de recenser 442 espèces végétales.
De même, trente-sept espèces de mammifères ont été observées à l'intérieur du parc. Les mentions d'observation les plus fréquentes concernent l'orignal, le castor canadien, le rat musqué, le porc-épic d'Amérique, le renard roux, l'ours noir, la martre d'Amérique et le lynx du Canada.

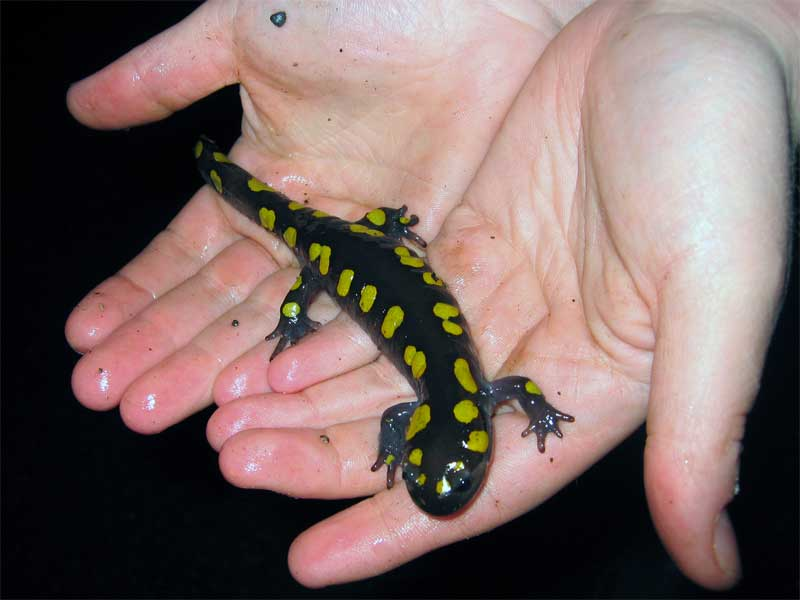
Salamandre maculée

Sont aussi présents sur le territoire, mais rarement observés, le loup gris, le pékan, le cerf de Virginie et le caribou des bois. Fait exceptionnel, des poils de couguars de l'est ont été recueillis en 2002 ainsi que quelques observations tendent à confirmer la présence de ce prédateur aux alentours du territoire du parc.
Les seuls représentants de la classe des reptiles sur le territoire du parc sont la couleuvre rayée et la couleuvre à ventre rouge. Cette dernière est plus rare et n'a été répertoriée qu'en 2006.
Les amphibiens, quant à eux, sont plus nombreux avec onze espèces distinctes réparties en six familles. Les différents milieux humides répartis sur le territoire abritent, entre autres, le crapaud d'Amérique, la rainette crucifère, la grenouille des bois, la grenouille verte, le triton vert, la salamandre maculée et la salamandre cendrée.

## Localisation

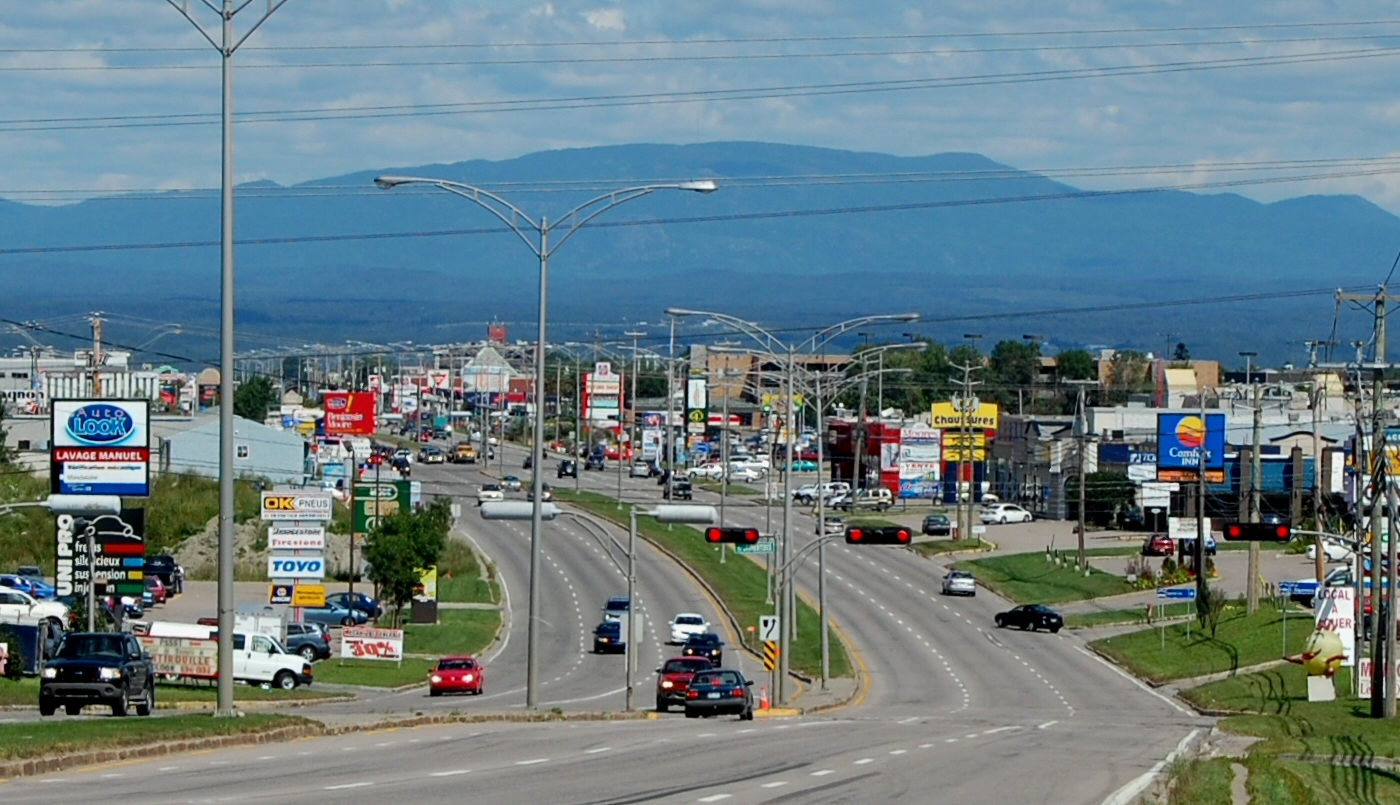
Le mont Valin, surplombant Chicoutimi

Le parc national des Monts-Valin est situé à 30 km au nord-est de Chicoutimi (Saguenay), sur la rive nord du Saguenay.
Les municipalités limitrophes sont, au sud, Saint-Fulgence et, au nord-ouest, Saint-David-de-Falardeau.
Il est situé dans le territoire non organisé de Mont-Valin de la MRC Le Fjord-du-Saguenay.
Le parc est entouré à l'est, au nord et à l'ouest par la zone d'exploitation contrôlée (zec) Martin-Valin.

## Toponyme

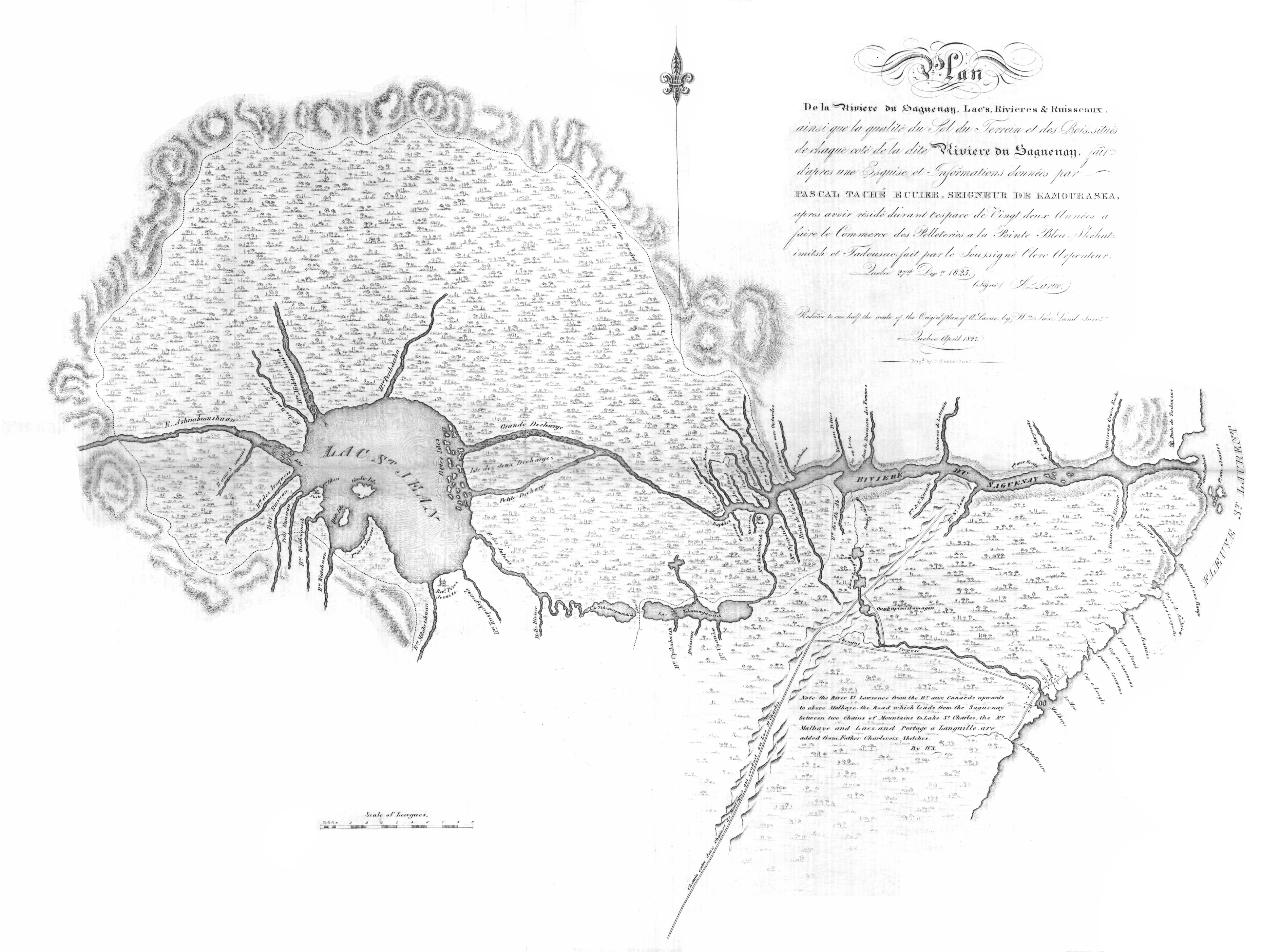
Plan de Pascal Taché de 1827

L'origine du nom « Valin » demeure obscure. Ce nom apparaît pour la première fois en 1731 sur une carte du Père Laure et en 1744 sur une autre de Nicolas Bellin. Sur le plan de Pascal Taché de 1827 apparait le nom « Rre a Valain ».
Il semble, selon l'historien Victor Tremblay, que ce nom pourrait provenir de François Valin, né en 1693 et résidant de L'Ancienne-Lorette, près de Québec. Des Amérindiens vivaient à cet endroit et des liens auraient alors été établis avec ceux du Saguenay. Dans ce cas, il est possible que François Valin ait pu venir à un certain moment dans la région et qu'il ait laissé son nom à la rivière et par la suite, au mont.

## Histoire
Comme ce fut le cas pour bien des endroits du Québec, c'est l'industrie forestière qui s'intéressa la première au secteur des Monts-Valin. Dès le 25 août 1863, une première concession forestière est attribuée dans le bassin de la rivière Valin au nom de Wyatt et Fraser.
Puis en 1875, d'après la liste des terres concédées pour la récolte de bois, le territoire du parc est réparti entre trois entreprises : M.T. Wyatt, Joseph D. Guay et Dunn Home & Co.
Au cours du dernier quart du XIXe siècle, ces concessions sont finalement acquises par la Price Brothers and Company, laquelle était déjà fortement implantée dans la région du Saguenay–Lac-Saint-Jean en tant qu'exploitant forestier depuis 1842.
Certaines installations témoignent encore aujourd'hui de l'importance des chantiers forestiers qui ont eu lieu jusqu'aux années 1970. Ainsi, il possible d'observer une structure de bois servant à retenir les billots flottants sur la rivière. Appelée estacade, cette structure a donné le nom au camping situé à proximité.
Dès 1950, plusieurs clubs privés de chasse et de pêche ont vu le jour. Souvent réservés à l'élite régionale et aux hauts dignitaires, les clubs privés avaient des droits exclusifs sur certaines parties du territoire. Ils pouvaient exploiter les ressources fauniques comme bon leur semblait. Une population pure d'omble de fontaine répartie sur des centaines de lacs ainsi qu'un bon habitat pour le gros gibier en a fait un territoire de choix pour ces clubs. C'est pendant cette période que de nombreux chalets furent construits pour abriter les chasseurs lors de leur séjour en forêt. Il existe encore certaines de ces habitations, tel le chalet Dubuc, aux abords du lac aux Canots. L'année 1978 vit l'abolition des clubs privés et la création de zones d'exploitation contrôlée (Zec) accessibles à tous.
Toutefois, plusieurs personnes ne voyaient pas les monts Valin uniquement comme un terrain de chasse. En 1960, quelques organismes promouvant le développement récréatif des monts Valin virent le jour. Deux projets principaux sont sortis du lot. L'un privilégiait la création d'un centre de loisirs hivernal et de ski. L'autre envisageait la création d'un parc public. Les deux projets évoluèrent côte à côte jusqu'en 1982. C'est à ce moment que le gouvernement du Québec reconnut la région naturelle du massif du Mont Valin et donna son approbation à la création d'un parc. Le projet de centre de ski fut déplacé sur le mont Victor-Tremblay au nord-ouest du parc. Appelé Le Valinouët, il est ouvert depuis 1984.
Jusqu'en 1995, les études de faisabilité et les inventaires biophysiques se succédèrent. La construction d'un tronçon de la route L-216 reliant le parc ainsi que la réfection du bâtiment d'accueil (appelé à l'époque « Le petit séjour ») ont été les principaux aménagements effectués.

Logo

Le parc des Monts-Valin vit le jour le 19 septembre 1996, après plus de 35 ans de négociations, d'études, de demandes de budget et d'audiences publiques. Le parc était alors administré par le ministère de l'Environnement et de la Faune. C'est à partir de 1999 que la Société des établissements de plein air du Québec (Sépaq) se vit octroyer la gestion de tous les parcs du Québec, y compris celui des monts Valin. En 2001, les parcs québécois devinrent des parcs nationaux. Même si plusieurs y voient une connotation politique , l'appellation « national » indique que les parcs respectent des normes établies par l'Union internationale pour la conservation de la nature (UICN). Selon l'UICN, un parc national est une aire protégée gérée principalement dans le but de protéger les écosystèmes et à des fins récréatives.

## Caractéristiques physiques

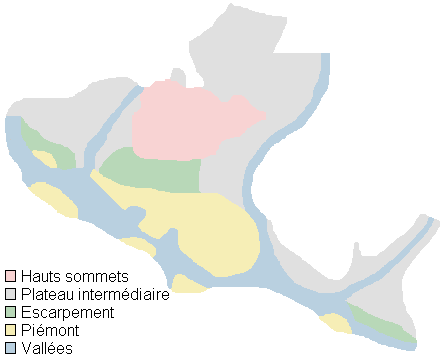
Unités physiographiques

D'une superficie de 153,7 km2, le parc national des Monts-Valin comporte cinq unités physiographiques distinctes représentatives de la région naturelle du massif du mont Valin : les hauts sommets, le plateau intermédiaire, l'escarpement, le piémont et les vallées. Elles se distinguent les unes des autres par leur géomorphologie, leurs domaines forestiers ainsi que par l'altitude où on les retrouve,.

### Les hauts sommets
(altitude 700 à 950 m)

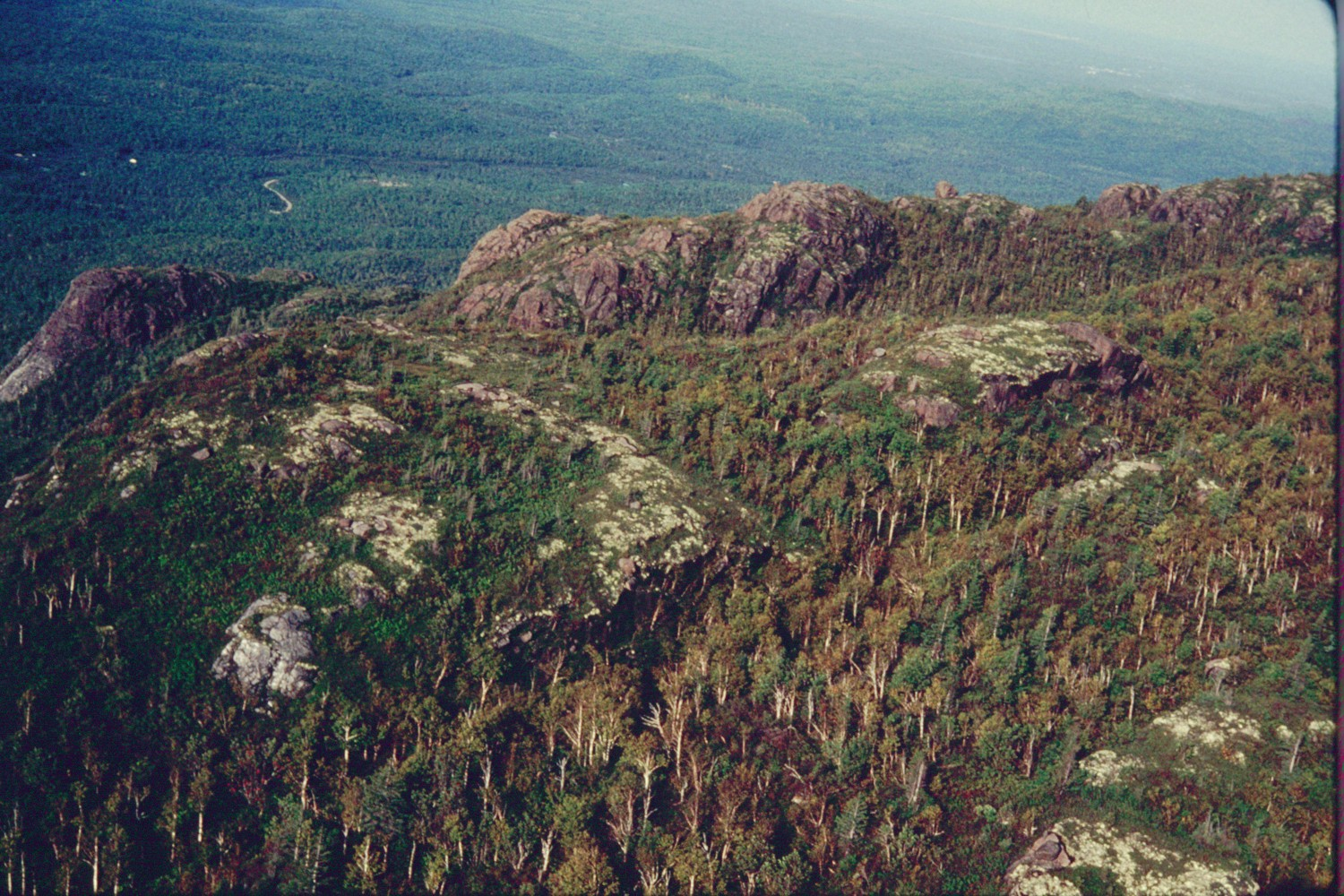
Les hauts sommets

Les hauts sommets sont caractérisés par une succession de crêtes orientées nord-ouest à sud-est. On compte une quinzaine de pics qui atteignent plus de 900 m. Les plus élevés sont les pics Dubuc, Bellevue, Lagacé, de la Hutte et de la Tête de Chien.
La sapinière à bouleau blanc couvre ce secteur élevé. Par suite des conditions météorologiques rudes qui prévalent dans ces secteurs, les arbres prennent parfois un aspect rabougri (krummholz). Cette forme est une adaptation physique qui aide les arbres à pousser dans un environnement difficile.
On trouve quelques lacs d'altitude, dont le lac Gabriel et des Pères. Ces lacs ne contiennent pas de poissons. À cette altitude, les nombreux obstacles empêchent les poissons d'y remonter. Des sentiers aménagés et des belvédères accrochés au sommet d’escarpements rocheux offrent de superbes points de vue sur la région du Saguenay–Lac-Saint-Jean.

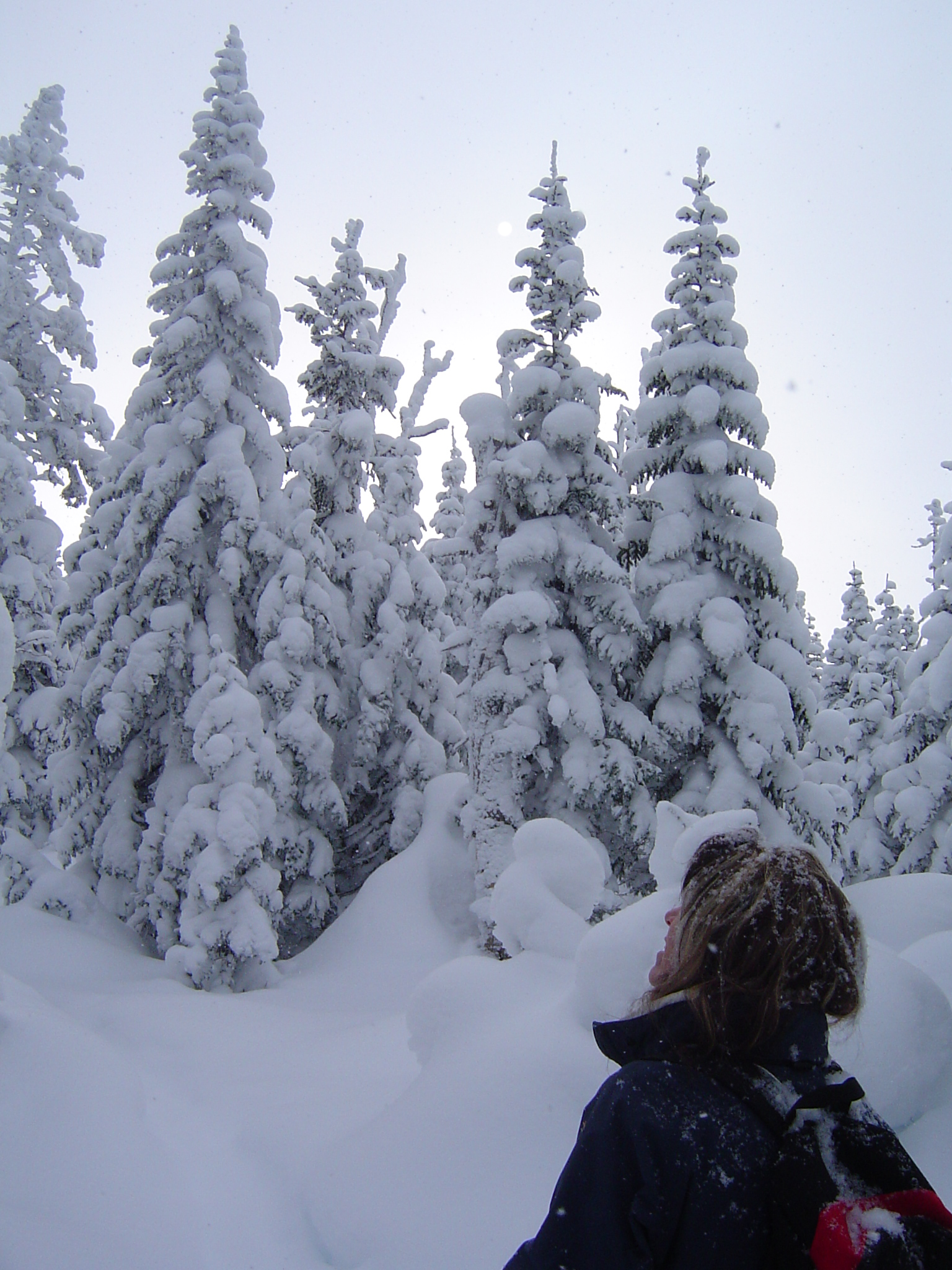
« Fantômes »

En hiver, les fortes accumulations de neige ou de givre forment de véritables sculptures naturelles appelées « fantômes » ou « momies » d'après leur apparence. Les fantômes se forment lorsque la poudrerie de neige molle finit par camoufler totalement les conifères. Ils se trouvent entre 800 m et les cimes dégagées, à l'abri des vents, dans les vallées descendant vers le nord. Les momies se forment lorsque de minuscules gouttelettes des nuages recouvrent les arbres rabougris de givre. Elles occupent les hauteurs exposées au vent, à plus de 900 m.
Neuf des dix espèces de bleuets (myrtilles) inventoriées au Québec croissent au sein des formations forestières et arbustives des sommets du mont Valin. Quelques variétés d'airelles sont qualifiées d'hybrides, car elles possèdent des caractéristiques des 2 espèces distinctes. Ce phénomène d'hybridation viendrait du fait que la période de reproduction étant écourtée par le climat alpin, la pollinisation s’opère dans un court laps de temps. La protection de ces espèces assure un réservoir génétique qui pourrait, éventuellement, servir à l’amélioration de souches cultivées.
Parmi les plantes rares découvertes au mont Valin, le xyris de montagne, la woodsie alpine, le trichophore de Clinton et l'épervière de Robinson se distinguent particulièrement.
Les deux dernières espèces font présentement partie de la liste des espèces susceptibles d’être désignées vulnérables ou menacées du Québec.
Le parc s’enorgueillit aussi de la présence du streptope des montagnes, de l'airelle à feuilles ovales et de son hybride rare, le Vaccinium x nubigenum. Ces trois espèces sont surtout associées au climat frais des hautes montagnes.

### Le plateau intermédiaire
(altitude 450 à 800 m)

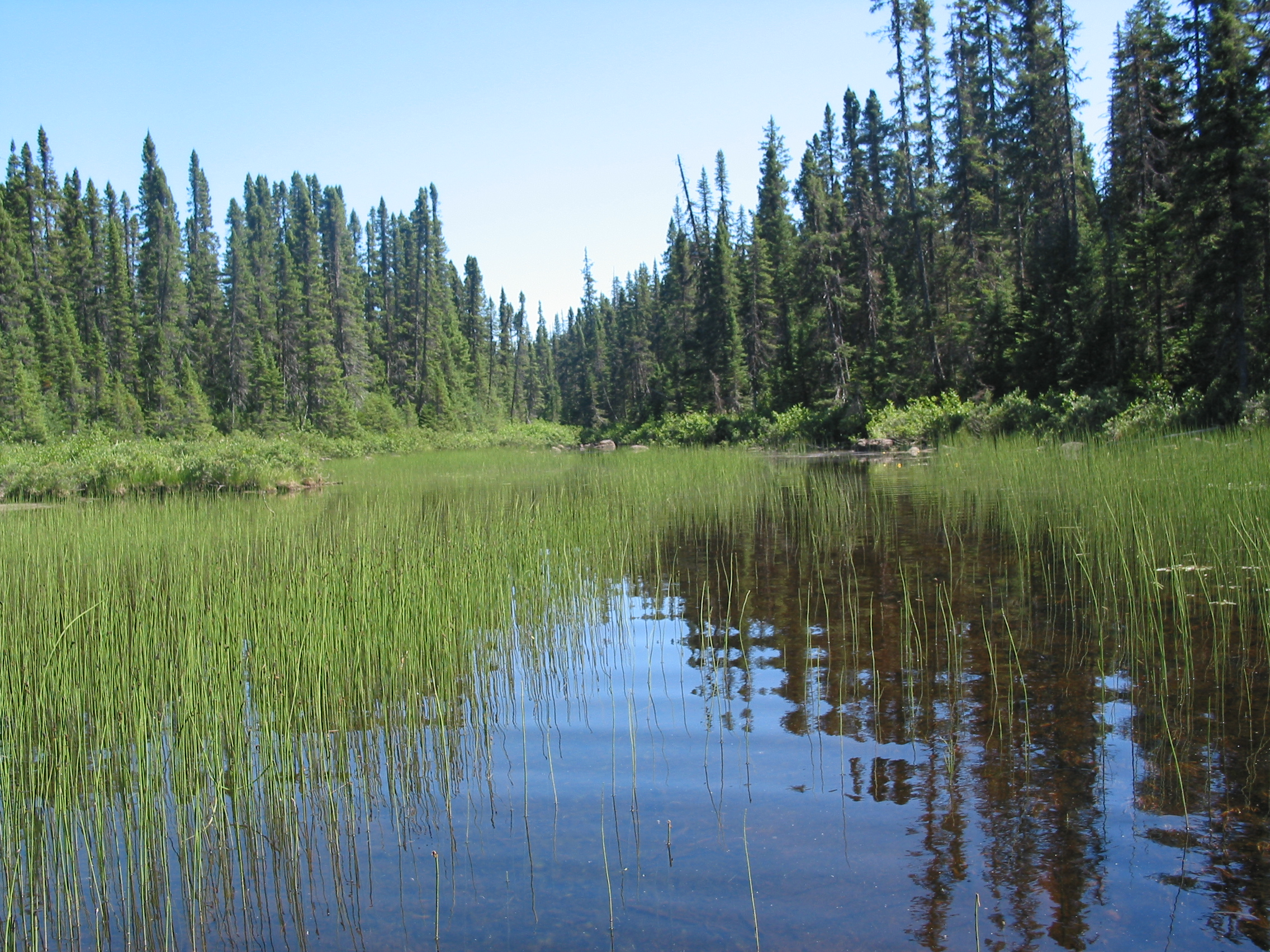
Plateau intermédiaire

Le plateau intermédiaire entoure les hauts sommets. On y retrouve un relief bosselé avec des dépressions profondes. Une forêt d'épinette noire domine, mais on peut y voir quelques enclaves de sapinière à bouleau blanc.
De nombreux lacs sont présents à cette altitude, comme le lac aux Canots ainsi que le lac Martin-Valin. Ces lacs contiennent une population pure d'omble de fontaine, pour le plus grand bonheur des pêcheurs sportifs de la région. De nombreux chalets peuvent être loués pour héberger les amateurs de grand air.
La diversité ichthyenne du parc national des Monts-Valin se limite principalement à l'omble de fontaine qui peuple les lacs et rivières des plateaux intermédiaires. Ces populations sont restées allopatriques grâce aux obstacles infranchissables (chutes, cascades) qui limitent la progression vers l'amont d'espèces présentes dans la portion inférieure de la rivière Valin, tels le meunier noir, le meunier rouge, le naseux des rapides, le mulet à corne et autres cyprins.

### L'escarpement
(altitude 300 à 800 m)

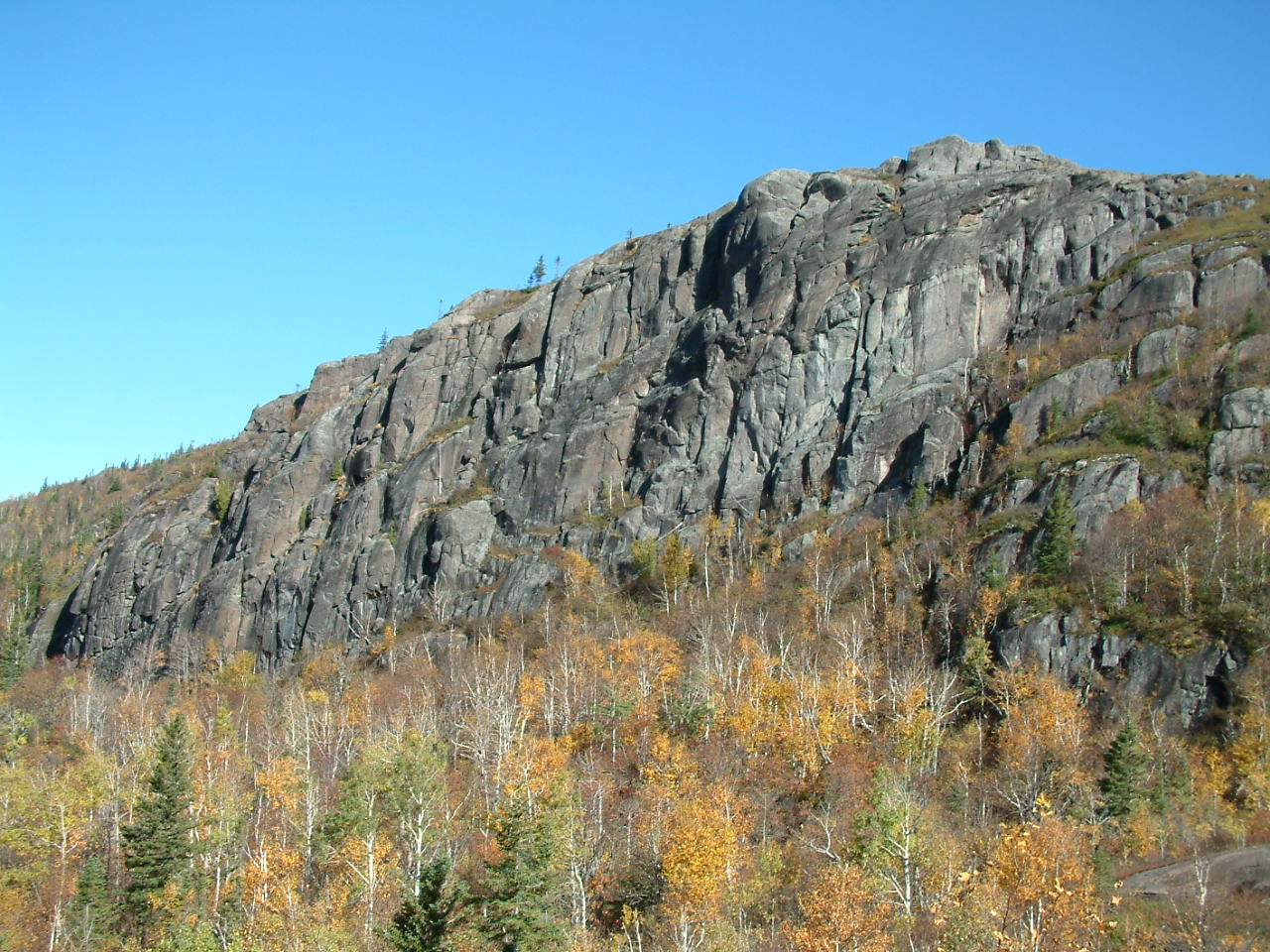
Escarpement

Un escarpement pouvant atteindre 500 m de dénivelé borde la portion sud/sud-est des hauts sommets. La végétation diffère en fonction de l'altitude de l'escarpement. Toutefois, elle est généralement clairsemée à cause des plans verticaux qui n'offrent que peu d'espaces propices à leur croissance. Cette unité correspond à la limite nord du graben du Saguenay, lequel englobe les basses terres du Saguenay, du lac Saint-Jean et le fjord du Saguenay.
Le parc national des Monts-Valin se situe dans la zone boréale inférieure dominée par les sapinières. La frontière entre le domaine de la sapinière à bouleau jaune et celui de la sapinière à bouleau blanc traverse le territoire au niveau des escarpements.
Un sentier partant du piémont et reliant plusieurs sommets permet de s'approcher des escarpements et de voir la transition entre les différents domaines forestiers.

### Le piémont
(altitude 250 à 450 m)

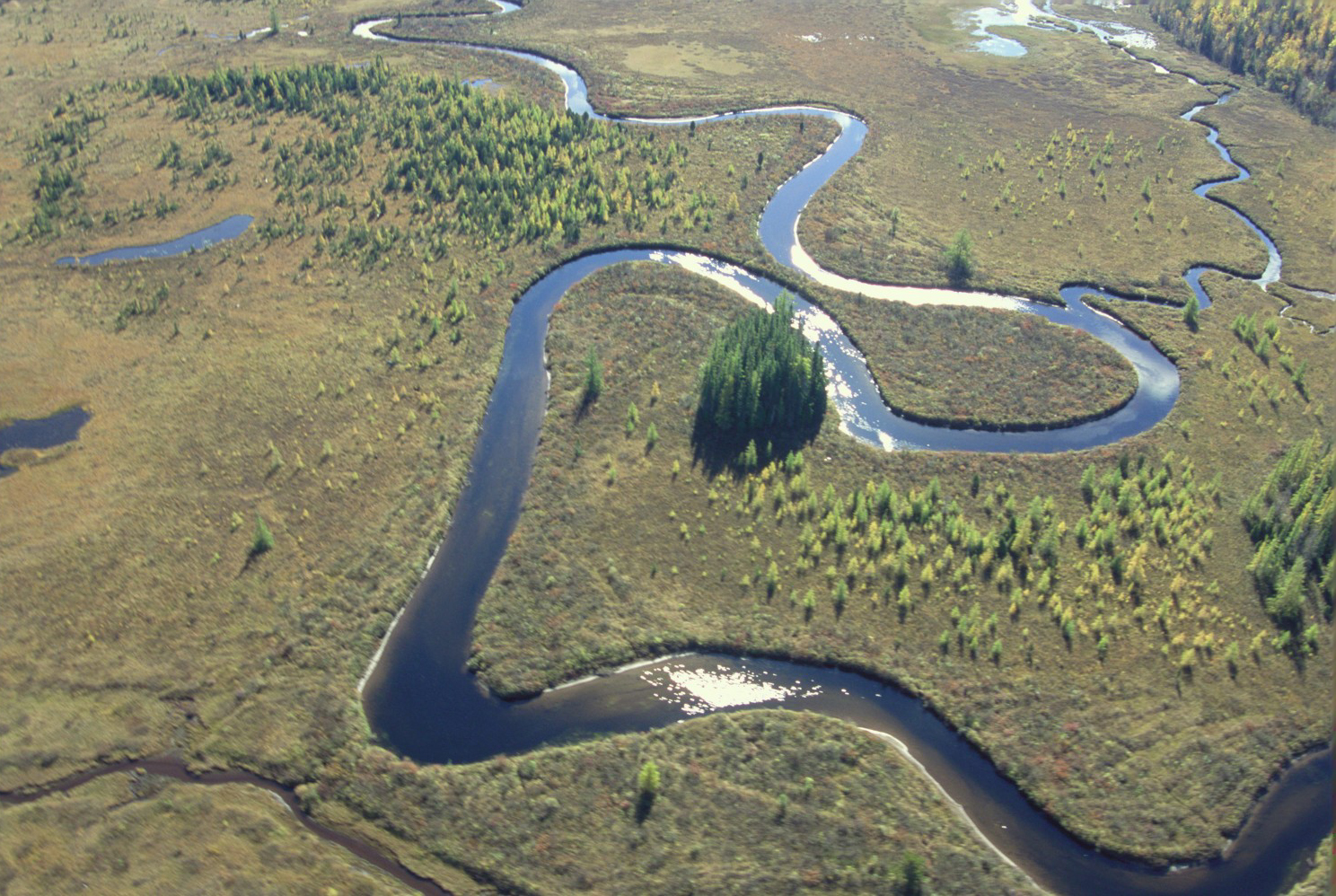
Méandres de la rivière Valin

Littéralement parlant, le piémont est la région qui est au pied de la montagne. Son relief peu élevé est traversé par la rivière Valin. Les dépôts glaciaires y sont répandus et obligent la rivière Valin à prendre une forme méandreuse.
La sapinière à bouleau jaune, qui est présente dans ce secteur, inclut quelques peuplements d'érable rouge et d'érable à sucre situés à la limite nord de leur aire de répartition. En hiver, de nombreuses pistes de ski de fond permettent aux visiteurs d'explorer cette région.
Parmi les groupements forestiers représentés dans le parc, les présences d’érablières à bouleau jaune (Betula alleghaniensis), d'érablières à érable rouge et d’une peupleraie de peuplier à grandes dents (Populus grandidentata) sont remarquables. Ces peuplements forestiers, concentrés dans le piémont, sont considérés comme excentriques et dispersés dans les basses terres du Saguenay et du lac Saint-Jean.
La florule qui accompagne les érablières comporte des éléments méridionaux qui sont, comme les peuplements qui les renferment, à la limite nord de leur aire de distribution. Notons, parmi ces éléments peu représentés au parc, le cornouiller à feuilles alternes (Cornus alternifolia), la médéole de Virginie (Medeola virginiana), le mitchella rampant (Mitchella repens), l’actée à gros pédicelle (Actaea pachypoda) et la smilacine à grappes (Maianthemum racemosum).

### Les vallées

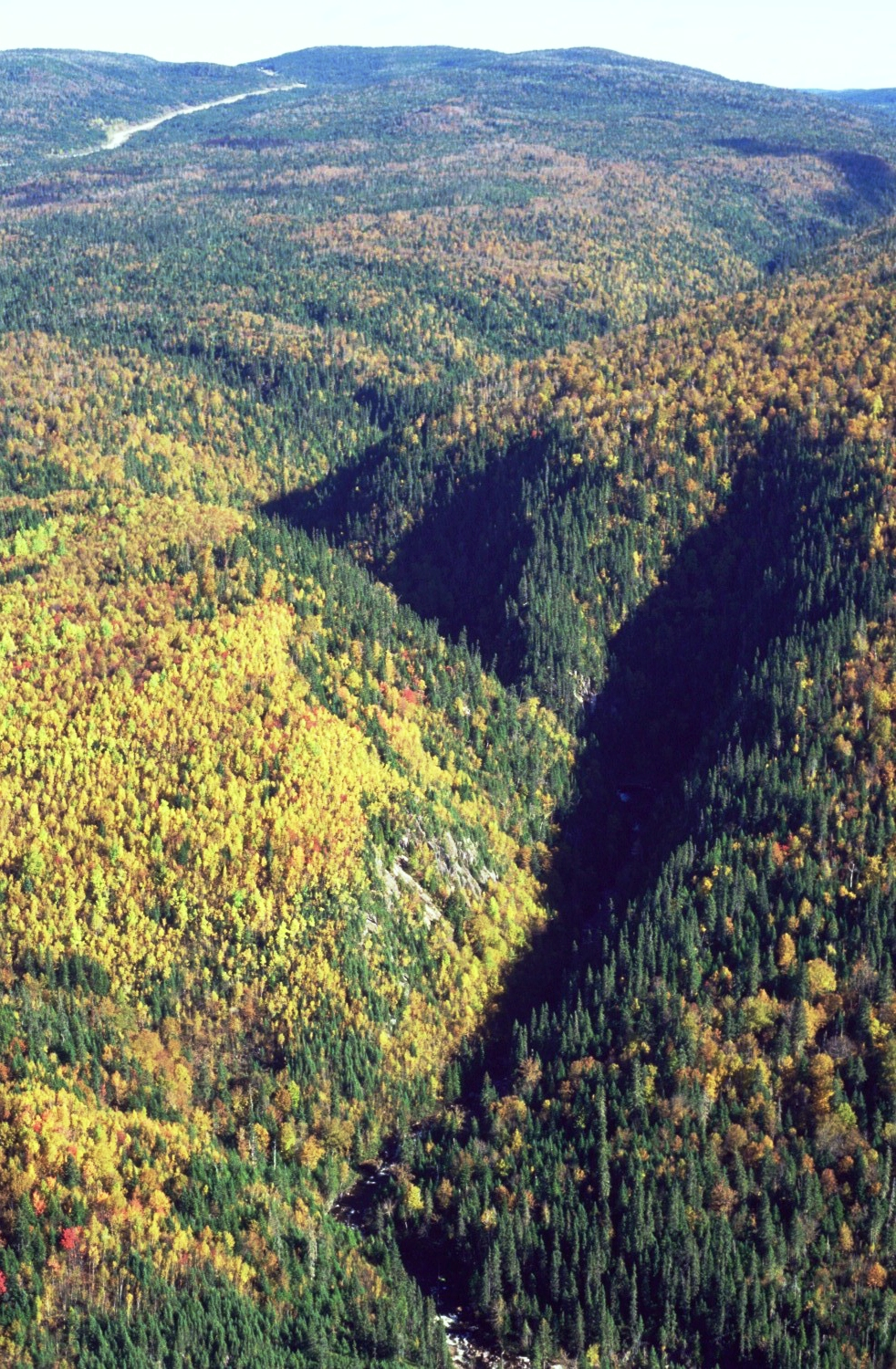
Vallée de la
Sainte-Marguerite

Le contexte géomorphologie de la région a créé plusieurs zones de faiblesse dans la roche. À la suite des passages répétés des glaciers au cours du temps, ces faiblesses sont devenues des vallées. Généralement orientées nord-est/sud-ouest, on y retrouve les rivières du Bras des Canots, le Bras-Saint-Louis, le Bras de l'Enfer ainsi que l'amont de la rivière Sainte-Marguerite. Une partie de cette dernière est incluse dans la partie ouest du parc.
Chaque automne, une population de saumon remonte la rivière pour venir frayer dans ce secteur. Le fait que cette zone soit protégée contre toutes formes de capture de poisson assure le maintien de la ressource faunique.
En hiver, le profil très abrupt de la vallée fait en sorte que les chutes qui coulent sur ses flancs se transforment en d'impressionnantes murailles de glace. Les adeptes de l'escalade de glace sont donc nombreux à aller dans ce secteur.
Des espèces comme l'anguille d'Amérique, la lamproie marine et le saumon de l'Atlantique se retrouvent dans la vallée de la Sainte-Marguerite. Le parc dispose de fosses et d'aires de fraie qui confèrent aux tronçons de la rivière Sainte-Marguerite le statut de zone de préservation.

## Carte détaillée

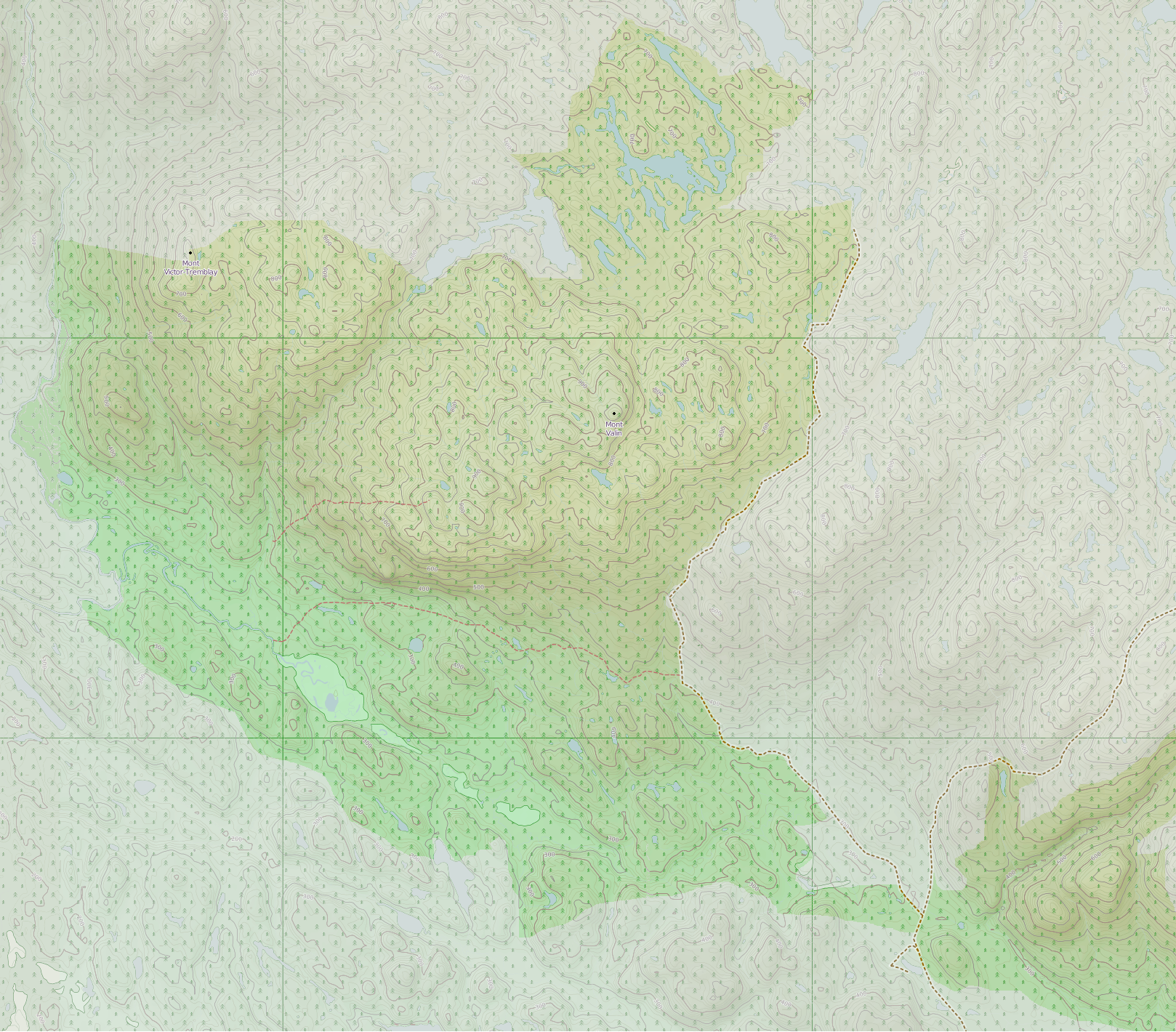
Les limites du parc ont évolué de manière à relier le secteur des monts et celui de la rivière Sainte-Marguerite